# Долно Доброщко езеро
Долното Доброщко езеро (на македонска литературна норма: Долно Доброшко езеро) е ледниково езеро в Шар планина, в нейния източен дял. Намира се на територията на Северна Македония.
Отдалечено е на около 200 метра югоизточно от Горното Доброщко езеро. Те съставят групата на Доброщките езера. Разположени са над село Доброще, от което са получили името си. Спадат към водосборния басейн на река Габровчица.
Долното Добровищко езеро се намира на 2263 метра надморска височина. Формата му е кръгла. Според проучвания (2020) преди обявяването на Националния парк „Шар планина“ езерото има площ от 3674 m2, дълбоко е 0,5 m, дълго 90,4 m и широко 73 m. Захранва се от снеготопенето и от извори, тези над Горното езеро дават началото на Езерската река, която се влива в Горното, изтича, отива в Долното и след като изтече от него се влива по-долу в река Габровчица. В сухи лета езерото почти пресъхва.
При преход по билото до Добровищките езера може да се стигне от седловината Козе седло. Непосредствено над Горното Добровищко езеро има чучури с изворна вода. Слизането до тях, пълненето на вода и обратното качване до билото става за около час, час и половина. Циркусът на езерата е и много удобен бивакуване.